# Gran Premi d'Itàlia del 2006
El Gran Premi Vodafone d'Itàlia de 2006 (Gran Premio Vodafone d'Italia 2006 en italià) fou la cinquena prova puntuable pel campionat del món de Fórmula 1 de 2006. Es disputà el 10 de setembre de 2006 al circuit de Monza (Llombardia, Itàlia). Aquesta fou la 54a edició d'aquest Gran Premi.

## Entrenaments lliures
Els entrenaments lliures del Gran Premi se celebraren el divendres 8 de setembre. En ells van poder participar no tan sols els pilots oficials de les escuderies, sinó també els pilots de proves (excepte els de les tres primeres classificades al mundial de 2005). El pilot més ràpid fou l'alemany Sebastian Vettel, de l'equip de proves de BMW Sauber, seguit per Michael Schumacher (Ferrari). En general es pogué veure un predomini de Ferrari sobre Renault, les dues escuderies que es disputen tant el campionat de pilots com el de constructors. També cal destacar el bon rendiment de BMW, força superior al mostrat la resta de la temporada.

## Sessió classificatòria
La sessió classificatòria del Gran Premi d'Itàlia es disputà el dissabte 9 de setembre a les 14 hores (hora oficial italiana i catalana). El format d'aquesta sessió fou el ja utilitzat a la resta de proves del mundial de 2006: tres sessions de 15 minuts cadascuna on són eliminats els 6 darrers de cada sessió, que passen a ocupar les posicions on han quedat a la graella de sortida del Gran Premi i on es poden marcar tantes voltes ràpides com es cregui convenient. La sorpresa la donà el pilot finès de McLaren Kimi Räikkönen qui, amb un cotxe a priori poc potent i fiable per les exigències del circuit de Monza, el més ràpid del Mundial, aconseguí la pole el que, indica, segons els experts, que anava poc carregat de benzina, el que l'obligaria a parar-se a boxes més aviat que els seus rivals i, per tant, tenir dificultats per a defensar la seva posició. Els alemanys Michael Schumacher (Ferrari) i Nick Heidfeld (BMW Sauber) registraren el segon i tercer millors temps respectivament.
La polèmica arribà hores després d'haver-se acabat la sessió quan la Federació Internacional de l'Automòbil anuncià que el vigent campió del món, l'espanyol Fernando Alonso Díaz (classificat amb el cinquè millor temps, malgrat una punxada a la tercera sessió que li va fer malbé la part del darrere del cotxe perdent càrrega aerodinàmica) havia estat sancionat per molestar el pilot brasiler de Ferrari Felipe Massa mentre aquest feia la seva volta ràpida a la tercera sessió de classificació. Aquesta decisió contrarià a experts, escuderies i pilots, car mentre uns deien que això era un estratagema de Ferrari per desempallegar-se'n de Renault en la seva disputa pel mundial de pilots i constructors uns altres consideraven que la decisió era justa i que Renault havia d'aprendre a assumir les conseqüències de certes actituds antiesportives igual com han fet altres rivals. Tanmateix, el pilot asturià sortí el diumenge des de la desena posició tenint les seves possibilitats que guanyar la cursa o d'acabar per davant de Schumacher molt minvades i afavorint els interessos d'altres pilots, com el català Pedro Martínez de la Rosa (McLaren), que en lloc de sortir des de la vuitena posició sortí des de la setena, per la part neta de la pista. Per la seva banda Renault anuncià que contraatacaria denunciant a les escuderies que porten pneumàtics Bridgestone (entre elles Ferrari) per utilitzar un compressor que, al seu parer, no és permès segons el reglament. La demanda no prosperà.
El pilot de Red Bull Christian Klien, classificat per a la segona sessió de classificació, no hi pogué participar, car trencà motor poc abans d'acabar la primera. Al Gran Premi sortí des de la setzena posició.
Aquests són els resultats complets i definitius de la sessió classificatòria del Gran Premi d'Itàlia de 2006:
| Posició | Nacionalitat  | Nom                       | Escuderia         | 3a sessió | 2a sessió | 1a sessió |
| ------- | ------------- | ------------------------- | ----------------- | --------- | --------- | --------- |
| 1r      | Finlàndia     | Kimi Räikkönen            | McLaren Mercedes  | 1:21.484  | 1:21.349  | 1:21.994  |
| 2n      | Alemanya      | Michael Schumacher        | Ferrari           | 1:21.486  | 1:21.353  | 1:21.711  |
| 3r      | Alemanya      | Nick Heidfeld             | BMW Sauber        | 1:21.653  | 1:21.425  | 1:21.764  |
| 4t      | Brasil        | Felipe Massa              | Ferrari           | 1:21.704  | 1:21.225  | 1:22.028  |
| 5è      | Regne Unit    | Jenson Button             | Honda             | 1:22.011  | 1:21.572  | 1:22.512  |
| 6è      | Polònia       | Robert Kubica             | BMW Sauber        | 1:22.258  | 1:21.270  | 1:22.437  |
| 7è      | Espanya       | Pedro Martínez de la Rosa | McLaren Mercedes  | 1:22.280  | 1:21.878  | 1:22.422  |
| 8è      | Brasil        | Rubens Barrichello        | Honda             | 1:22.787  | 1:21.688  | 1:22.640  |
| 9è      | Itàlia        | Giancarlo Fisichella      | Renault           | 1:23.175  | 1:21.722  | 1:22.486  |
| 10è     | Espanya       | Fernando Alonso           | Renault           | 1:25.688  | 1:21.526  | 1:21.747  |
| 11è     | Itàlia        | Jarno Trulli              | Toyota            |           | 1:21.924  | 1:22.093  |
| 12è     | Alemanya      | Nico Rosberg              | Williams Cosworth |           | 1:22.203  | 1:22.581  |
| 13è     | Alemanya      | Ralf Schumacher           | Toyota            |           | 1:22.280  | 1:22.622  |
| 14è     | Regne Unit    | David Coulthard           | RBR Ferrari       |           | 1:22.589  | 1:22.618  |
| 15è     | Estats Units  | Scott Speed               | STR Cosworth      |           | 1:23.165  | 1:22.943  |
| 16è     | Àustria       | Christian Klien           | RBR Ferrari       |           | —         | 1:22.898  |
| 17è     | Itàlia        | Vitantonio Liuzzi         | STR Cosworth      |           |           | 1:23.043  |
| 18è     | Països Baixos | Christijan Albers         | MF1 Toyota        |           |           | 1:23.116  |
| 19è     | Austràlia     | Mark Webber               | Williams Cosworth |           |           | 1:23.341  |
| 20è     | Portugal      | Tiago Monteiro            | MF1 Toyota        |           |           | 1:23.920  |
| 21è     | Japó          | Takuma Sato               | Aguri Honda       |           |           | 1:24.289  |
| 22è     | Japó          | Sakon Yamamoto            | Aguri Honda       |           |           | 1:26.001  |

## Gran Premi
El Gran Premi d'Itàlia de 2006 s'arribà a disputar el diumenge 10 de setembre a les 14 hores (hora oficial italiana i catalana). Acabà amb victòria de Michael Schumacher, seguit per Kimi Räikkönen (que, a més, marcà la volta ràpida) i Robert Kubica (BMW Sauber). Fou el primer cop que Kubica, que debutà com a pilot oficial de Fórmula 1 al Gran Premi d'Hongria de 2006 (per tant era la tercera cursa de Fórmula 1 que disputava), pujà al podi, malgrat les dificultats de defensar la seva posició enfront de Fernando Alonso, que l'aconseguí superar en una inusual maniobra d'avançament al pit lane. Aquesta resultat també suposa el millor resultat que ha aconseguit un pilot polonès a la Fórmula 1 i el millor aconseguit per BMW Sauber, tan sols igualat per la tercera posició que el company de Kubica, Nick Heidfeld, aconseguí al Gran Premi d'Hongria d'aquell mateix any.
Quant al mundial de pilots, Michael Schumacher aconseguí retallar en deu punts la distància que li portava Fernando Alonso, quedant-se tan sols en dos a favor de l'espanyol. Aquest fet fou en conseqüència de l'abandonament de l'asturià, que tingué problemes de fiabilitat de motor quan era tercer. Era el primer cop que un motor Renault tenia un problema d'aquesta classe des de 2003, fet encara més preocupant si tenim en compte que el motor del cotxe d'Alonso era una evolució que s'estrenava en aquella cursa. En el mundial de constructors, Ferrari aconseguí superar per primer cop en la temporada Renault, ja que els quatre punts aconseguits per l'italià de Renault Giancarlo Fisichella foren insuficients per salvar l'avantatge que tenia fins llavors l'escuderia francesa, car Ferrari n'aconseguí 10.
Tampoc pogué acabar la cursa el català Pedro Martínez de la Rosa, que tenia un motor vell que li havia donat molts problemes durant tot el cap de setmana, el contrari que Räikkönen, que estrenava una evolució nova que ha de servir de base pel motor McLaren de la temporada de 2007 i que donà bons resultats.
A la roda de premsa que normalment ofereixen els tres pilots que han acabat al podi a la premsa, Michael Schumacher anuncià que es retiraria de la Fórmula 1 quan acabés la temporada. Aclarí que era una decisió que havia pres el juliol i que fou motivada per la seva falta de valor a l'hora d'encarar una nova temporada a causa de la seva edat avançada (37 anys). També va dir que en un principi pensava anunciar aquesta decisió al final de la temporada, però que ho havia avançat per respecte als seus companys de Ferrari. D'aquesta manera l'alemany, heptacampió del món, deixa un lloc buit a l'escuderia italiana, que segurament serà ocupat per Kimi Räikkönen.
Aquests són els resultats definitius del Gran Premi d'Itàlia de 2006:
| Posició | Núm. | País          | Pilot                     | Escuderia         | Voltes | Temps / Retirada | Graella de sortida | Punts |
| ------- | ---- | ------------- | ------------------------- | ----------------- | ------ | ---------------- | ------------------ | ----- |
| 1r      | 5    | Alemanya      | Michael Schumacher        | Ferrari           | 53     | 1h 14' 51. 975   | 2n                 | 10    |
| 2n      | 3    | Finlàndia     | Kimi Räikkönen            | McLaren Mercedes  | 53     | + 8.046 segons   | 1r                 | 8     |
| 3r      | 17   | Polònia       | Robert Kubica             | BMW Sauber        | 53     | + 26.414 segons  | 6è                 | 6     |
| 4t      | 2    | Itàlia        | Giancarlo Fisichella      | Renault           | 53     | + 32.045 segons  | 9è                 | 5     |
| 5è      | 12   | Regne Unit    | Jenson Button             | Honda             | 53     | + 32.685 segons  | 5è                 | 4     |
| 6è      | 11   | Brasil        | Rubens Barrichello        | Honda             | 53     | + 42.409 segons  | 8è                 | 3     |
| 7è      | 8    | Itàlia        | Jarno Trulli              | Toyota            | 53     | + 44.662 segons  | 11è                | 2     |
| 8è      | 16   | Alemanya      | Nick Heidfeld             | BMW Sauber        | 53     | + 45.309 segons  | 3r                 | 1     |
| 9è      | 6    | Brasil        | Felipe Massa              | Ferrari           | 53     | + 45.995 segons  | 4t                 |       |
| 10è     | 9    | Austràlia     | Mark Webber               | Williams Cosworth | 53     | + 1' 12.602 min. | 19è                |       |
| 11è     | 15   | Àustria       | Christian Klien           | RBR Ferrari       | 52     | + 1 volta        | 16è                |       |
| 12è     | 14   | Regne Unit    | David Coulthard           | RBR Ferrari       | 52     | + 1 volta        | 14è                |       |
| 13è     | 21   | Estats Units  | Scott Speed               | STR Cosworth      | 52     | + 1 volta        | 15è                |       |
| 14è     | 20   | Itàlia        | Vitantonio Liuzzi         | STR Cosworth      | 52     | + 1 volta        | 17è                |       |
| 15è     | 7    | Germany       | Ralf Schumacher           | Toyota            | 52     | + 1 volta        | 13è                |       |
| 16è     | 22   | Japó          | Takuma Sato               | Aguri-Honda       | 51     | + 2 voltes       | 21è                |       |
| 17è     | 19   | Països Baixos | Christijan Albers         | MF1 Toyota        | 51     | + 2 voltes       | 18è                |       |
| Ret     | 18   | Portugal      | Tiago Monteiro            | MF1 Toyota        | 44     | Frens            | 20è                |       |
| Ret     | 1    | Espanya       | Fernando Alonso           | Renault           | 43     | Motor            | 10è                |       |
| Ret     | 4    | Espanya       | Pedro Martínez de la Rosa | McLaren Mercedes  | 20     | Motor            | 7è                 |       |
| Ret     | 23   | Japó          | Sakon Yamamoto            | Aguri-Honda       | 18     | Hidràulics       | 22è                |       |
| Ret     | 10   | Alemanya      | Nico Rosberg              | Williams Cosworth | 9      | Transmissió      | 12è                |       |

## Altres
- Volta ràpida: Kimi Räikkönen: 1: 22. 559 (volta 13).